# Polenta e osei (dolce)
La polenta e osei è un tipico dolce bergamasco, che consiste in pan di spagna ricoperto da pasta di mandorle gialla decorata con uccelletti di cioccolata e/o marzapane.

## Ingredienti e preparazione
Viene preparato con pan di Spagna e creme al cioccolato, burro e nocciola con l'aggiunta di rum. 
Il pan di Spagna viene ricoperto con marzapane giallo e spolverato poi dello zucchero giallo in cristalli.
Gli uccelletti che vengono posati sopra la forma della polenta sono preparati con marzapane ricoperto di uno strato di cioccolato.